# 薩斯巴倫

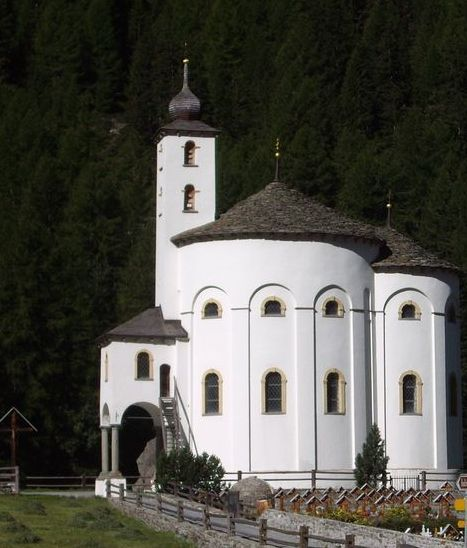

薩斯巴倫是瑞士的城鎮，位於該國南部，由瓦萊州負責管轄，面積30.18平方公里，海拔高度1,483米，2011年人口418，九成半人口信奉羅馬天主教，人口密度每平方公里14人。

## 外部連結
- Official website （德文）